# Мэйс, Микаэль
Микаэ́ль Мэйс (дат. Michael Maze; 1 сентября 1981, Факсе, Дания) — датский спортсмен, игрок в настольный теннис. Бронзовый призёр летних Олимпийских игр 2004 года в парном разряде. Бронзовый призёр чемпионата мира 2005 года по настольному теннису, двукратный чемпион Европы.

## Биография
Микаэль Мэйс родился в небольшом датском городе Факсе. Там же начал заниматься настольным теннисом. На юниорских турнирах Мэйс показывал очень высокие результаты, трижды становясь чемпионом Европы среди юниоров. С 1997 года Мэйс начал привлекаться во взрослую сборную Дании. В 2000 году Мэйс дебютировал на летних Олимпийских играх. В парном разряде Микаэль выступил вместе с Финном Тагвеллом. Пара из Дании выиграла оба матча в групповом этапе, но уже в первом раунде плей-офф датские спортсмены уступили паре из Тайваня. В 2003 году Мэйс дважды останавливался в шаге от пьедестала почёта на чемпионате Европы.
2004 год начался для Мэйса очень успешно. Датскому теннисисту впервые в карьере удалось выиграть престижный турнир Евро-Топ12. В августе того же года Мэйс принял участие в летних Олимпийских играх в Афинах. В одиночном разряде Мэйс в первом же матче уступил спортсмену из Гонконга и выбыл из дальнейшей борьбы. В парном разряде Мэйс вместе с Тагвеллом сумели дойти до полуфинала, но там уступили фаворитам турнира китайской паре Чэнь Ци и Ма Линь. В поединке за бронзу датчане встретились с российской парой Мазунов — Смирнов. В упорном поединке датчане взяли верх 4:2 и стали бронзовыми призёрами Олимпийских игр. В 2005 году Мэйс дошёл до полуфинала чемпионата мира в Шанхае, а также завоевал золото командного первенства на чемпионате Европы. Примечательно, что во время 1/4 финала чемпионата мира 2005 года, где датчанин играл с перспективным китайцем Хао Шуаем, игра явно складывалась не в пользу Мэйса. Он проигрывал 0-3 по партиям и 7-10 в четвёртом сете. Однако, спортивное мастерство и незаурядная сила воли помогли датчанину переломить матч и в итоге победить в семи сетах (4-3). Эта игра считается знаменитейшим выигрышем в безнадежной ситуации (comeback) в истории мирового настольного тенниса.
В 2008 году на летних Олимпийских играх в Пекине Мэйс принял участие только в одиночном разряде, где в первом же матче встретился с хорватом Зораном Приморацем. Матч прошёл в упорной борьбе, но победа всё же досталась более титулованному хорвату. В 2009 году Мэйс стал одним из главных героев европейского чемпионата, проходившего в немецком Штутгарте. Микаэль сначала стал чемпионом в одиночном разряде, а после вместе со сборной Дании завоевал серебро континентального первенства. На чемпионате мира 2009 года в Йокогаме дошел до 1/4 финала, где не смог навязать борьбу Ма Луну, завершив встречу со счетом 0:4. После окончания чемпионата Мэйс стал немного реже появляться на крупных мировых первенствах, взяв небольшой отдых от настольного тенниса.
16 мая 2011 года были объявлены имена 28 спортсменов, которые согласно рейтингу ITTF получили олимпийские лицензии на летние Олимпийские игры 2012 года. Микаэль Мэйс стал 12-м в этом списке и принял участие в своих четвёртых Олимпийских играх. В 1/4 финала одиночного разряда Микаэль уступил в упорной борьбе (3:4) будущему бронзовому призёру турнира — Дмитрию Овчарову.
14 марта 2016 года Микаэль Мэйс объявил об окончании профессиональной игровой карьеры в связи с состоянием здоровья.
20 февраля 2018 года Микаэль Мэйс объявил о возвращении на международную арену профессионального настольного тенниса.

## Достижения

### Игровые
Одиночный разряд
- Победитель Суперкубка Европы: 2010
- Бронзовый призёр чемпионата мира: 2005;
- Чемпион Европы: 2009;
- Бронзовый призёр чемпионата Европы: 2007;
- Победитель 2 турниров Про-Тура ITTF;
- Победитель «Евро-Топ12» (2004);
- Чемпион Европы среди кадетов: 1996;
- Чемпион Европы среди юниоров: 1999;
- Многократный чемпион Дании.

Парный разряд
- Бронзовый призёр летних Олимпийских игр 2004 года (в паре с Финном Тагвеллом);
- Чемпион Европы среди юниоров: 1999;

Командный турнир
- Чемпион Европы: 2005 (в составе сборной Дании);
- Бронзовый призёр чемпионата Европы: 2009 (в составе сборной Дании);